# バンコク爆弾テロ事件 (2015年)
座標: 北緯13度44分40秒 東経100度32分26秒 / 北緯13.74444度 東経100.54056度
バンコク爆弾テロ事件（バンコクばくだんテロじけん）は、2015年8月17日にタイ王国、バンコクのパトゥムワン区、エーラーワンの祠近く、ラチャプラソン交差点で発生した爆発事件である。20人が死亡、125人が負傷した。20名の死者と125名の負傷者を出した。事件現場の監視カメラには爆発の直前にバックパックを置いて去る人物がとらえられており、容疑者の1人として挙がった。2015年8月30日時点ではまだ容疑者はつかまっておらず、犯行声明も出されなかった。9月26日になり警察は拘束している男が実行犯であると発表した。

## 事件の背景
2015年2月、バンコクのショッピングモール、サイアム・パラゴン近くの歩道橋で2つの爆弾が爆発し、2名が負傷した。この事件は政治的意図によるものだと考えられている。4月にはサムイ島にて自動車爆弾が爆発し7名が負傷する事件が起きていた。

## 事件
2015年8月17日18時55分。バンコクの中心街、人通りの多いラチャプラソン交差点近くのエラワンの祠の構内で爆発が起こった。タイ王国国家警察庁によれば爆発は、祠の外縁のベンチの下に置かれていた3キログラムのTNTが詰め込まれたパイプによるもので、また起爆に使われたと思われる電子回路が現場から30メートル離れた場所で見つかった。
いかなる犯行声明もだされていない。攻撃はタイの観光と経済に打撃を与える目的で行われたものと考えられている。しかし逮捕者たちに関する情報と動機に関するタイ当局の発表には矛盾も存在する。タイ当局の発表は時々によって、犯人グループは彼らの人身取引ネットワークに対する当局の取締りに反発して、あるいは2015年ウイグル族の密入国者を中国へ送還したことに対する反発、さらにはタイ南部で繰り広げられている反乱の一環、タイの国内政治に反発して、などと二転三転している。タイ当局は他にも容疑者の存在をほのめかしており、軍事政権に反発する国内の勢力であると考えられる。
現場は8月19日までにセメントで舗装しなおされた。

### 二度目の事件
再びバンコク、2015年8月18日13時過ぎにボート乗り場近くの橋から爆発物が投げられたが、負傷者は出なかった。グレネードと思われる爆発物はサートーン区のボート乗り場を狙ったものだと思われるが、川に落ち水中で爆発した。管区の警察の副所長は、川に落ちなければ間違いなく負傷者が出ていただろうと話している。けが人は出なかったものの、橋がある程度の被害を受けている。

## 容疑者の逮捕
2015年8月29日、警察は28歳の男を事件に関与したとして拘束した。この男は実行犯だとは考えられていない 。彼の国籍は不明だがトルコの偽造パスポートを持っていた。また、少なくとも11冊トルコのパスポートと200冊以上のパスポート、そして爆弾の製造に必要な材料とともに男のアパートから見つかった。トルコ大使館はこの逮捕された男はトルコの市民ではないと発表した。そして9月1日、カンボジア国境付近にて外国人が2人目の容疑者として逮捕された。この男について警察はDNA検査を実施し、犯人が利用したと考えられているトゥクトゥクから採取されたDNAと照合するとした。
9月26日、彼の証言とその他の証拠から、拘束されていたアデム・カラダグ（Adem Karadag）が実行犯であると特定された。